# Usenet
Usenet je systém elektronických diskusních skupin, distribuovaný prostřednictvím internetu po celém světě. Uživatelé čtou a posílají veřejné příspěvky (články, zprávy nebo příspěvky, souhrnně zvané „newsy“) do kategorií zvaných skupiny. Diskuze v jednotlivých skupinách se dělí na vlákna. Příspěvky jsou na serveru uloženy chronologicky.

## Historie a vývoj
Usenet je jedním z nejstarších síťových komunikačních systémů. Vyvinul se z architektury UUCP (Unix-To-Unix Copy). S nápadem přišli v roce 1979 Tom Truscott a Jim Ellis, absolventi Duke University v Severní Karolíně. K realizaci došlo v roce 1980. V roce 1985 byl představen protokol NNTP, určený k distribuci článků přes TCP/IP, který se stal flexibilnější alternativou k přenosům přes UUCP. Zpočátku se jednalo o samostatnou síť. S masivním rozvojem internetu v devadesátých letech došlo k integraci Usenetu do internetu. Od této doby jsou všechny přenosy Usenetu prováděny přes NNTP. V dnešní době je tento protokol považován za zastaralý, nicméně je třeba uvědomit si, že vznikal v době, kdy byly přenosové rychlosti řádově nižší a konektivita nebyla vždy dostupná.
Usenet se ve spoustě aspektů podobá BBS a je předchůdcem Internetových fór. V dnešní době na něj můžeme pohlížet jako na hybrid mezi diskuzními fóry, dostupnými na www a e-mailovou komunikací. Počátkem roku 2010 Usenetem denně proteklo 5,42 TB dat, počátkem roku 2013 již 11,49 TB (zdroj: altopia.com). Množství přenesených dat sice stále stoupá, ale je čím dál víc vytlačován do ústraní novějšími službami, jako jsou fóra, blogy, mailing listy a v neposlední řadě také sociální sítě.

### Google Groups
V únoru 2001 koupila společnost Google službu Deja News, obsahující archiv zpráv od roku 1995 a vyhledávací mechanismus. Od té doby mohli uživatelé využít vyhledávací rozhraní Google Groups. Do konce roku 2001 byl tento archiv doplněn dalšími archivy zpráv až po 11. květen 1981. Krátce poté začala společnost Google postupně přetvářet vyhledávací rozhraní (zavedení uživatelských profilů, hodnocení příspěvků). Mezi lety 2008 a 2009 začal Google promazávat a cenzurovat kategorii alt.*. Důvodem bylo podezření na šíření nelegálního obsahu, podléhajícího autorským právům.

## Funkce
Výrazným rozdílem mezi BBS nebo webovým fórem a Usenetem je absence centrálního serveru s administrátorem. Usenet je distribuovaný mezi velkou, neustále se měnící konglomerací serverů, které si mezi sebou vyměňují příchozí příspěvky. Jednotliví uživatelé mohou využívat služeb lokálního serveru poskytovaného univerzitou, ISP, případně zaměstnavatelem. Následně si servery vyměňují příspěvky mezi sebou, aby byly viditelné i mimo originální server. Příspěvek se pomocí záplavového algoritmu rozešle po všech Usenet serverech v síti, které odebírají danou skupinu. Princip přenosu zpráv mezi servery se podobá peer-to-peer sítím s tím rozdílem, že přenos iniciuje odesilatel, nikoli příjemce. Komunikace mezi čtečkou (uživatelem) a news serverem je typickým příkladem klient–server architektury. Usenet využívá k přenosu dat protokol NNTP.

## Struktura
Typickým znakem této technologie je hierarchická struktura. Základní sadu celosvětových diskuzních skupin tvoří devět kategorií. Osm z nich je provozováno podle domluvených postupů administrace a pojmenování podkategorií. Těchto osm kategorií je souhrnně pojmenováno „Big Eight“. V deváté skupině alt.* jsou pravidla mírně odlišná. Mnoho kategorií existuje paralelně v různých jazykových verzích - např. cz.comp.security.
| Skupina      | Popis                                                                       | Příklad                                           |
| ------------ | --------------------------------------------------------------------------- | ------------------------------------------------- |
| comp.*       | Diskuze týkající se počítačů                                                | comp.software, comp.sys.amiga                     |
| humanities.* | Umění, literatura, filosofie                                                | humanities.classics, humanities.design.misc       |
| misc.*       | Různorodá témata                                                            | misc.education, misc.forsale, misc.kids           |
| news.*       | Diskuze a oznámení, týkající se „newsů“ (Usenetu, nikoliv aktuálních zpráv) | news.groups, news.admin                           |
| rec.*        | Zábava a odpočinek                                                          | rec.music, rec.arts.movies                        |
| sci.*        | Vědecky zaměřená diskuze                                                    | sci.psychology, sci.research, sci.physics.strings |
| soc.*        | Diskuze o společenských záležitostech                                       | soc.college.org, soc.culture.african              |
| talk.*       | Povídání o různých konverzačních tématech                                   | talk.religion, talk.politics, talk.origins        |

alt.*
Jedná se o nejobsáhlejší kategorii v celém Usenetu. Není omezena na nějaké konkrétní předměty, respektive obsahy skupin. Na rozdíl od ostatních hierarchií zde neexistuje centralizovaná kontrola. Každý, kdo je k tomu technicky způsobilý, může vytvořit skupinu vlastní. V praxi většinou probíhá před vytvořením skupiny diskuze v alt.config. Nezanedbatelná součást je např. alt.binaries.*.

## Čtečky
V dnešní době[kdy?] je čtečka „newsů“ součástí většiny e-mailových klientů, jako jsou Mozilla Thunderbird, Opera Mail, Microsoft Outlook. Kromě toho existují také čtečky využívající webové rozhraní.